# Castelo Branco (Osasco)
Castelo Branco  é um bairro localizado no município de  Osasco, São Paulo, Brasil. Sendo delimitado a Norte pelos bairros Munhoz Júnior e Jardim Elvira; a Leste pelos bairros Aliança e IAPI  ; ao Sul com o bairro Piratininga; a Oeste, faz divida com o município de Barueri. O seu loteamento é: INOCOOP.

## Vias Principais
- Rodovia Castelo Branco
- Rua João Del Papa[1]